# Rebekah Stott
Rebekah Ashley Stott (Papamoa, 17 de junio de 1993) es una futbolista neozelandesa. Juega como defensora en el Melbourne City de la A-League de Australia. Es internacional con la selección de Nueva Zelanda.

## Trayectoria
En 2010 empezó a jugar en la W-League australiana, en el Brisbane Roar (2010-11) y el Melbourne Victory (2011-14). Jugó con la selección de Australia sub-17 y sub-20, pero en 2012 debutó con la selección de Nueva Zelanda, con la que jugó los Juegos Olímpicos de Londres.
En la 2013-14 fichó por el SC Sand de la 2ª división alemana, con el que ascendió a la Bundesliga. Tras jugar la Copa Mundial Femenina de Fútbol de 2015, regresó a la W-League con el Melbourne City.

## Clubes
| Club                    | País           | Año             |
| ----------------------- | -------------- | --------------- |
| Brisbane Roar           | Australia      | 2010 - 2011     |
| Melbourne Victory       | Australia      | 2011 - 2013     |
| SC Sand                 | Alemania       | 2013 - 2015     |
| Melbourne City          | Australia      | 2015 - 2017     |
| Seattle Reign FC        | Estados Unidos | 2017 - 2018     |
| Melbourne City (cedida) | Australia      | 2017 - 2019     |
| Sky Blue FC             | Estados Unidos | 2018            |
| Avaldsnes IL            | Noruega        | 2019            |
| Melbourne City          | Australia      | 2019 - 2020     |
| Brighton & Hove Albion  | Inglaterra     | 2020 - 2021     |
| Bulleen Lions           | Australia      | 2021            |
| Melbourne City          | Australia      | 2021 - 2022     |
| Bulleen Lions           | Australia      | 2022            |
| Brighton & Hove Albion  | Inglaterra     | 2022 - 2023     |
| Melbourne City          | Australia      | 2023 - presente |